# Умершие в декабре 2014 года
Это список известных людей, соответствующих установленным критериям значимости (см. Википедия:Критерии значимости персоналий), умерших в декабре 2014 года.
Причина смерти указывается лишь в исключительных случаях (убийство, самоубийство, гибель в результате военных действий, смертная казнь, ДТП или несчастные случаи). В остальных случаях — не указывается.

### 31 декабря
- Абдуллах Хуссейн (94) — малайзийский прозаик. Национальный писатель Малайзии[1].
- Конук, Неджат (86) — турецко-киприотский государственный деятель, премьер-министр Северного Кипра (1976—1978, 1983—1985)[2].
- Корфидов, Вячеслав Михайлович (74) — советский и российский актёр, артист Омского академического театра драмы[3].
- Оруэсабаль, Луис (62) — аргентинский футболист, чемпион Панамериканских игр (1971)[4].
- Пурбуев, Дашидондок Цыденович (83) — советский животновод, чабан колхоза им. Ленина Агинского Бурятского автономного округа, Герой Социалистического Труда (1990)[5].
- Родригес, Вашингтон (70) —  уругвайский боксёр легчайшей весовой категории, бронзовый призёр летних Олимпийских игр в Токио (1964)[6].
- Санников, Игорь Иванович (78) — советский и российский актёр, заслуженный артист РСФСР (1980) (www.kino-teatr.ru).
- Товмасян, Андрей Егиазарович (72) — советский джазовый трубач[7].
- Уэлсли, Артур Валериан, 8-й герцог Веллингтон (99) — британский аристократ, герцог Веллингтон[8].
- Херрманн, Эдвард (71) — американский актёр театра, кино и телевидения, лауреат прайм-тайм премии «Эмми» (1999)[9].
- Шамбейрон, Робер (99) — французский политик, последний член Национального совета сопротивления[10].

### 30 декабря

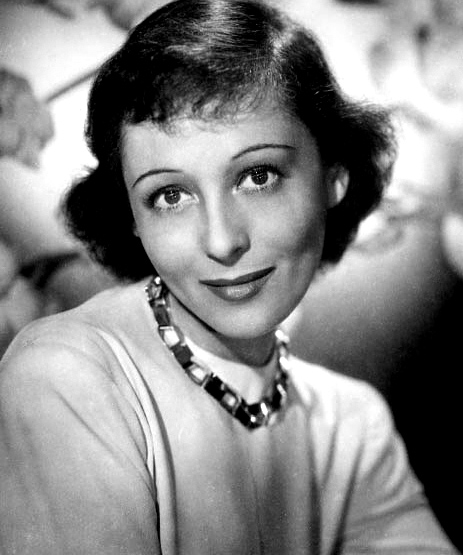
Луиза Райнер

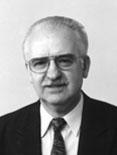
Мариан Юрчик

- Брак, Антонио (74) — перуанский эколог и политик, министр окружающей среды Перу (2008—2011)[11] Архивная копия от 1 января 2015 на Wayback Machine.
- Джексон, Мелвин (79) — американский блюзовый саксофонист и трубач[12].
- Донлан, Иоланда (94) — американо-британская актриса[13].
- Канунников, Алексей Дмитриевич (82) — советский и российский джазовый музыкант[14].
- Киселёв, Игорь Владимирович (35) — российский футболист[15].
- Лялейките, Регина Ляоновна (53) — российская актриса, заслуженная артистка Российской Федерации (1998)[16].
- Поляченко, Георгий Георгиевич (64) — советский и российский музыковед, организатор российских и международных фестивалей православной музыки, председатель Православно-церковного певческого общества (с 1998 года)[17].
- Райнер, Луиза (104) — австрийская и американская актриса, награждённая двумя премиями «Оскар»[18].
- Роке, Вальтер (77) — уругвайский футболист и тренер, чемпион Южной Америки (1956)[19].
- Юрчик, Мариан (79) — польский профсоюзный и политический деятель, активист движения «Солидарность», основатель профсоюза «Солидарность 80», мэр Щецина (1998—2000, 2002—2006)[20].

### 29 декабря
- Аасмяэ, Хардо (63) — советский и эстонский государственный и политический деятель, мэр Таллина (1990—1992), народный депутат СССР (1989—1991)[21].
- Воллебе, Андре (52) — немецкий гребец-байдарочник, олимпийский чемпион летних Олимпийских игр в Барселоне (1992) и двукратный бронзовый призёр летних Олимпийских игр в Сеуле (1988)[22].
- Деревской, Юрий Иванович (85) — советский партийный и государственный деятель, первый секретарь Кировского горкома КПСС (1968—1983)[23].
- Иверсен, Одд (69) — норвежский футболист, рекордсмен Норвегии по количеству голов в одном чемпионате (30) (с 1968 года)[24].
- Санд, Ульф (76) — норвежский государственный деятель, министр финансов Норвегии (1979—1981)[25].
- Шульц, Говард (61) — американский телевизионный продюсер[26].

### 28 декабря

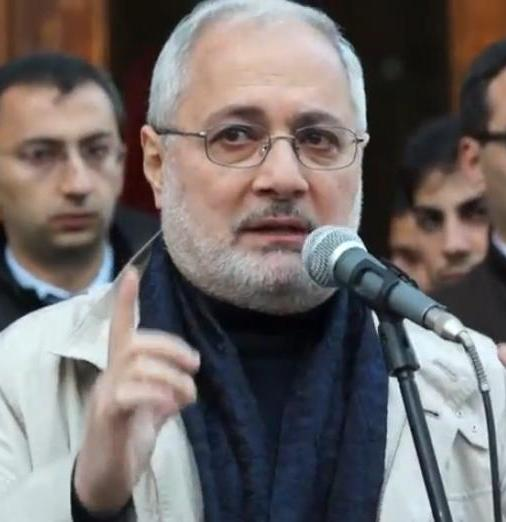
Ваган Ованнисян

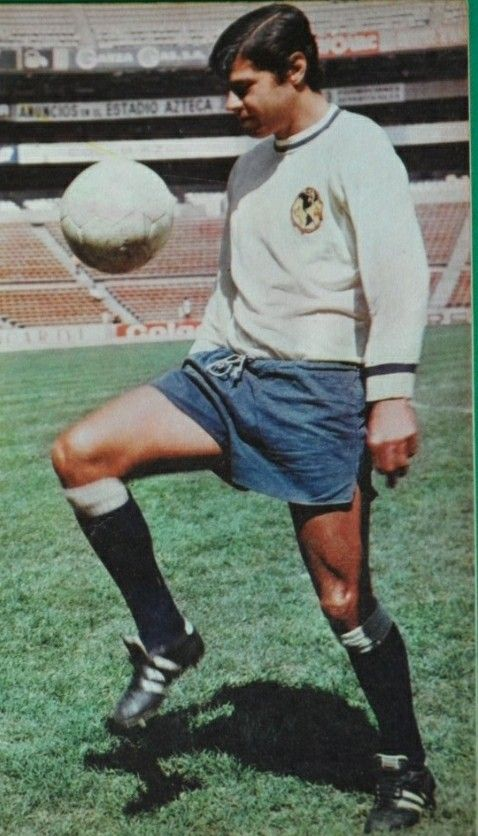
Хавьер Фрагосо

- Ованнисян, Ваган Эдуардович (58) — армянский государственный и политический деятель, депутат Национального собрания Армении (1999—2012)[27].
- Охлопков, Евгений Васильевич (37)[значимость?] — российский концертно-эстрадный режиссёр, режиссёр Государственного театра эстрады Республики Саха (Якутия); инсульт[28].
- Ремулла, Хуанито (81) — филиппинский политик, губернатор Кавите (1979—1986)[29].
- Слипченко, Фёдор Фёдорович (90) — советский и российский педагог, народный учитель СССР (1990), автор идеи возрождения лицейского образования в России[30].
- Фрагосо, Хавьер (72) — мексиканский футболист, участник Олимпийских игр (1964) и двух чемпионатов мира  (1966, 1970)[31].
- Эверлинг, Надежда Альфредовна (52) — российская художница[32].

### 27 декабря
- Агаджанян, Николай Александрович (86) — советский и российский физиолог, академик РАМН (1993), академик РАН (2013)[33].
- Ауам, Фатима[англ.] (55) — марокканская легкоатлетка, участница летних Олимпийских игр в Сеуле (1988)[34].
- Иванченко, Игорь Иванович (68) — советский и российский поэт и писатель украинского происхождения (о смерти стало известно в этот день)[35][неавторитетный источник].
- Исаев, Ибрагим (65) — советский и казахский поэт, лауреат международной премии «Алаш»[36].
- Исаков, Исабек (80) — советский и киргизский писатель и поэт[37].
- Карригэн, Том (94) — американский политик, мэр Денвера (1963—1968)[38].
- Мокиенко, Екатерина Ивановна (93) — советская и российская актриса, артистка Красноярского драматического театра им. А. С. Пушкина, народная артистка Российской Федерации (1998)[39].
- Сокольский, Геннадий Михайлович (77) — советский и российский художник-мультипликатор, режиссёр анимационного кино («Ну, погоди!»), иллюстратор[40].
- Фрэнк, Клод (89) — американский пианист[41].
- Шаламун, Томаж (73) — словенский поэт[42].
- Эстрелья, Улисес (75) — эквадорский поэт[43].

### 26 декабря
- Баранчак, Станислав (68) — польский поэт, переводчик, эссеист[44].
- Джангиров, Карен Сергеевич (66) — армянский актёр театра и кино, заслуженный артист Республики Армения (2008)[45].
- Тиндеманс, Лео (92) — бельгийский государственный деятель, премьер-министр Бельгии (1974—1978)[46].
- Эдвардс, Джеймс Берроуз (87) — американский государственный деятель, министр энергетики США (1981—1982), губернатор Южной Каролины (1975—1979)[47].

### 25 декабря

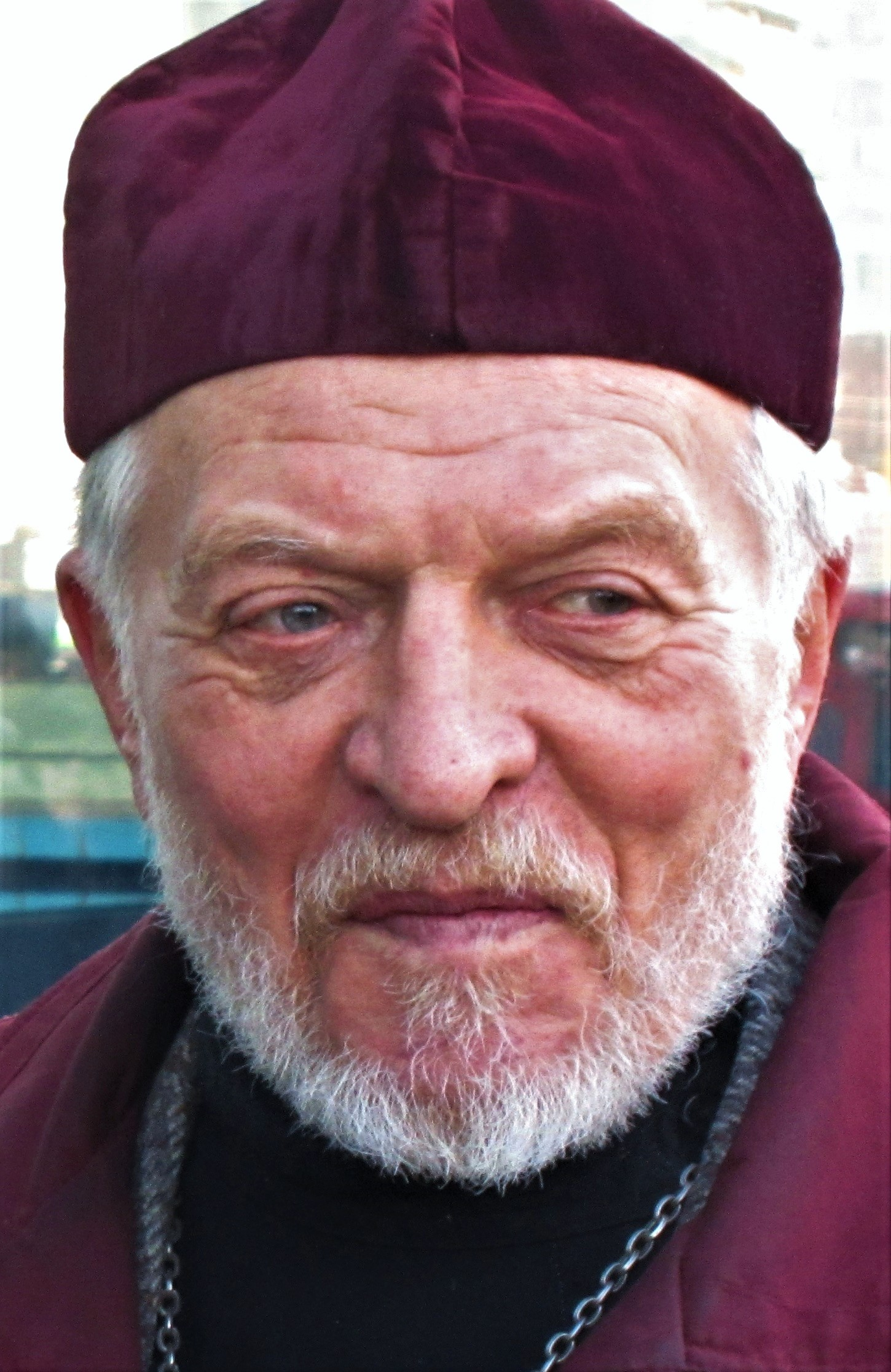
Глеб Якунин

- Миллер, Джордж (92) — американский политик, мэр Тусона (1991—1999)[48].
- Надеин, Игорь Александрович (66) — советский и украинский футболист и тренер[49].\
- Райалл, Дэвид (79) — британский актёр[50].
- Чермошенцев, Анатолий Алексеевич (77) — советский и российский живописец, заслуженный художник РСФСР (1987)[51].
- Якунин, Глеб Павлович (80) — советский и российский религиозный, общественный и политический деятель, священнослужитель неканонической Апостольской православной церкви, бывший священник Русской православной церкви; диссидент, член московской Хельсинкской группы[52].

### 24 декабря
- Аморин, Рубен (87) — уругвайский футболист и тренер, старший тренер сборной Гватемалы по футболу (неоднократно в разные годы)[53].
- Ахмед, Эхласуддин (74) — бангладешский детский писатель[54].
- Де Франко, Бадди[англ.] (91) — американский джазовый кларнетист[55].
- Корольков, Евгений Викторович (84) — советский и российский гимнаст и тренер, чемпион летних Олимпийских игр в Хельсинки (1952), заслуженный мастер спорта СССР (1952), заслуженный тренер СССР[56].
- Краузе, Кшиштоф (61) — польский режиссёр и сценарист[57].
- Кручинин, Сергей Иванович (74) — советский и российский писатель и музыкант академического симфонического оркестра Новосибирской филармонии[58].
- Кузнецов, Александр Сергеевич (78) — советский и российский актёр и педагог, артист Новосибирского академического молодёжного театра «Глобус», заслуженный артист РСФСР (1986)[59].
- Леппинг, Джордж (67) — государственный деятель, генерал-губернатор Соломоновых Островов (1988—1994)[60].
- Мьюр Уизерс, Рэмси (84) — канадский военный и государственный деятель, начальник штаба обороны Канады (1980—1983)[61].
- Тепляшина, Тамара Ивановна (90) — советская учёная, финно-угровед.

### 23 декабря
- Балачандер, Кайласам (84) — индийский режиссёр и сценарист[62].
- Джонсон, Конрад С. (110)[значимость?] — старейший мужчина в Соединённых Штатах Америки[63].
- Йосифов, Йордан (82) — болгарский футбольный вратарь, бронзовый призёр Олимпийских игр (1956)[64].
- Ллойд, Джереми (84) — английский актёр и сценарист[65].
- Мамажонов, Комилжон (75) — узбекский фермер, Герой Узбекистана[66].
- Подчерникова-Эльворти, Эльвина Михайловна (86) — советская дрессировщица медведей, народная артистка Российской Федерации (1994)[67].
- Семкув, Ежи (86) — польский дирижёр[68].

### 22 декабря

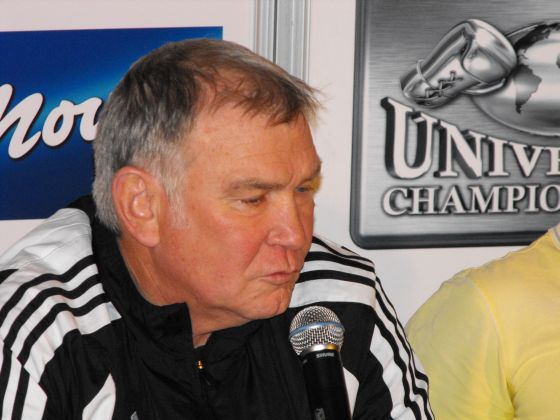
Фриц Здунек

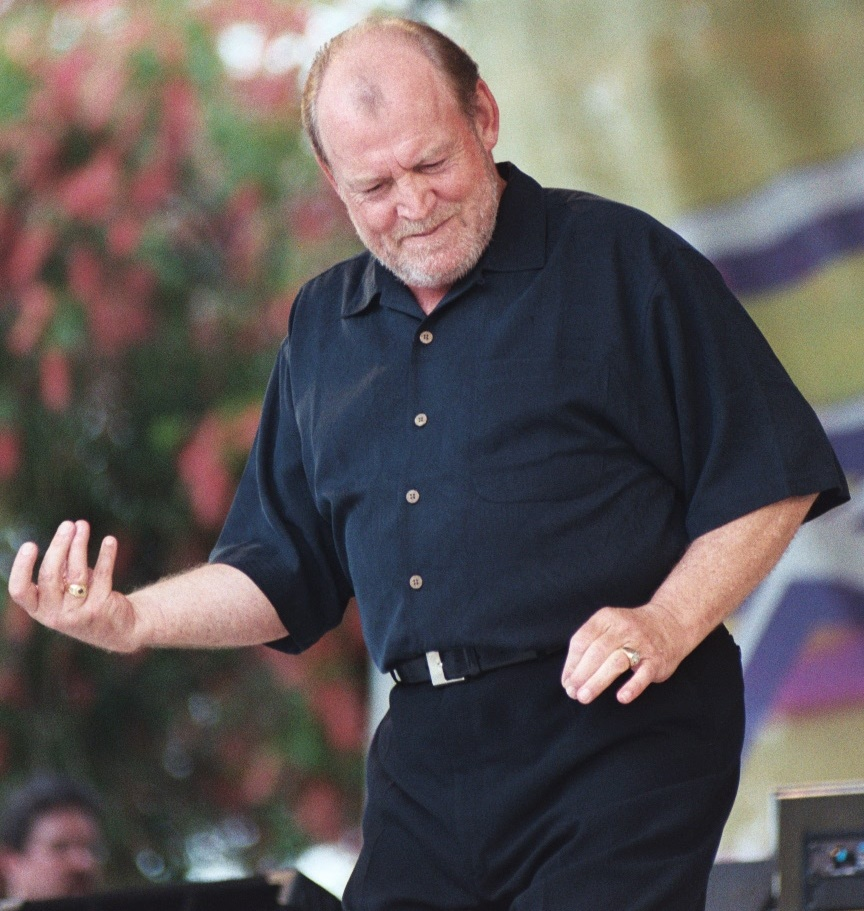
Джо Кокер

- Гебур, Вера (98) — датская актриса[69].
- Ермакова, Элеонора Васильевна (81) — советский и российский историк, профессор Дальневосточного федерального университета, заслуженный работник высшей школы Российской Федерации (1999), внучка революционера Александра Гульбиновича[70].
- Здунек, Фриц (67) — немецкий тренер в профессиональном боксе, тренер чемпионов мира братьев Кличко, Дариуша Михальчевского, Ахмеда Котиева[71].
- Кавана, Кристин (51) — американская актриса[72].
- Кокер, Джо (70) — английский рок и блюз-исполнитель, обладатель премии «Грэмми», кавалер ордена Британской империи; рак лёгких[73].
- Колар, Гертруда (88) — австрийская гимнастка, первая чемпионка мира в упражнении на брусьях (1950)[74].
- Конищев, Александр Евгеньевич (69) — советский и российский баянист и композитор, концертмейстер оркестра Воронежского государственного академического русского народного хора, заслуженный артист РСФСР (1986)[75].
- Недзвецкий, Валентин Александрович (78) — советский и российский филолог, доктор филологических наук, профессор Московского государственного университета; инсульт[76].
- Сарджент, Джозеф (89) — американский режиссёр («Челюсти: Месть», «Творение Господне»), лауреат премии «Эмми» (1973, 1990, 1992)[77].
- Фадеев, Юрий Дмитриевич (82) — советский и российский дипломат, Чрезвычайный и Полномочный Посол Российской Федерации в КНДР (1992—1996)[78].
- Хигази, Абдель Азиз Мухаммед (91) — египетский государственный деятель, премьер-министр Египта (1974—1975)[79].

### 21 декабря

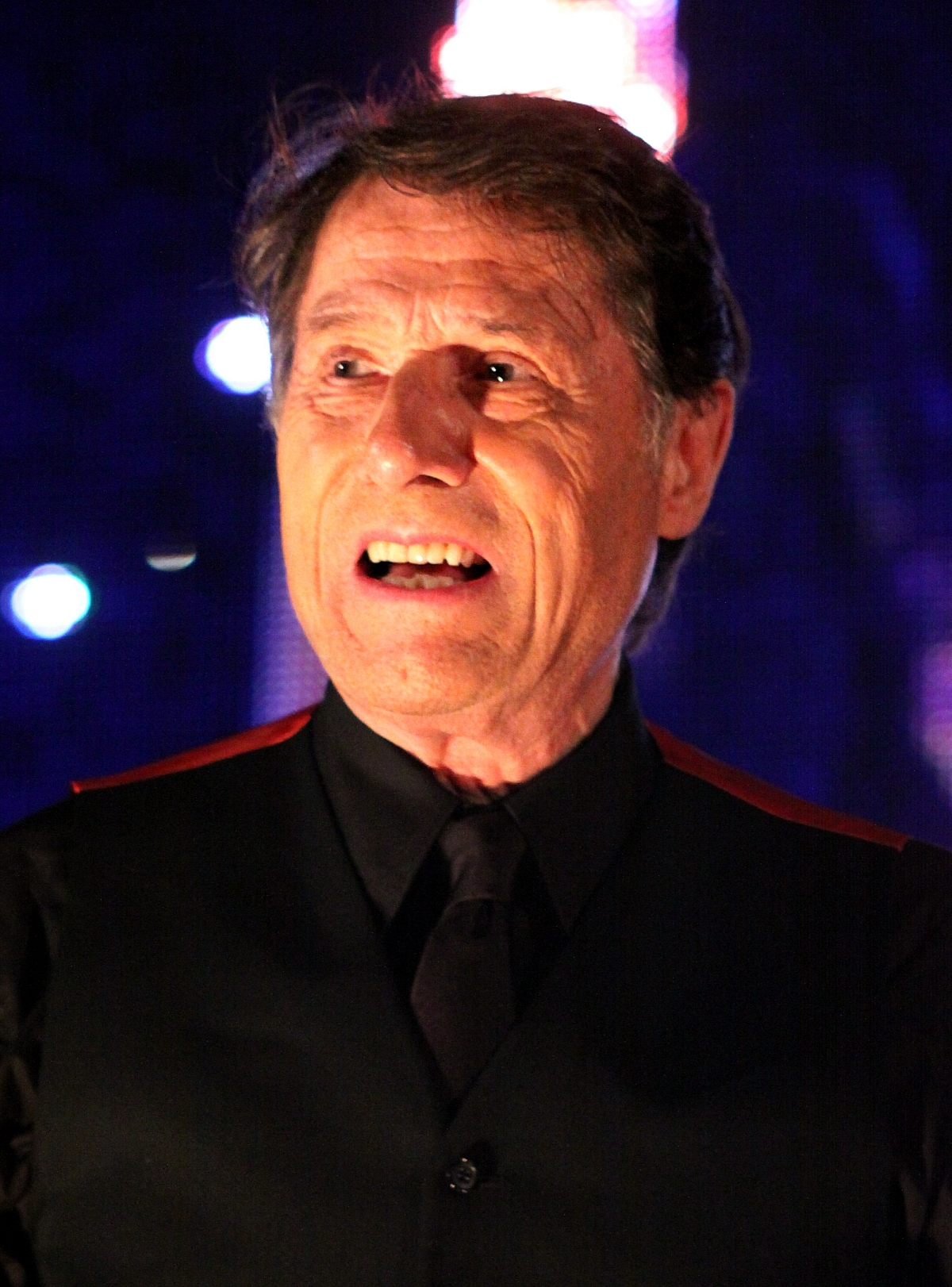
Удо Юргенс

- Драгосавац, Душан (95) — югославский (хорватский) государственный деятель, один из руководителей СФРЮ, председатель Президиума Центрального комитета Союза коммунистов Югославии (1981—1982)[80].
- Ковалёв, Валерий Иванович (65) — советский и российский железнодорожник; доктор технических наук, профессор; ректор Петербургского университета путей сообщения (1999—2013)[81].
- Молдобаев, Карыбек Молдобаевич (82) — советский и киргизский общественный и государственный деятель, депутат Совета Национальностей Верховного Совета СССР XI созыва (1984—1989), профессор, первый ректор Кыргызско-Турецкого университета «Манас» (1995)[82].
- Никогосян, Армен (50) — армянский журналист, шахматист, шахматный арбитр международной категории, председатель судейской комиссии[83].
- Ситор Ситуморанг (91) — индонезийский поэт, драматург, критик, участник движения «Поколение-45»[84].
- Уайтлоу, Билли (82) — британская актриса[85][86]..
- Феррер, Орасио (81) — уругвайский поэт, работавший с композитором Астором Пьяццолой[87].
- Юргенс, Удо (80) — австрийский певец и композитор, победитель конкурса «Евровидение 1966»[88].
- Юханссон, Оке (86) — шведский футболист, серебряный призёр чемпионата мира по футболу (1958)[89].

### 20 декабря
- Абис, Лючио (88) — итальянский политик, министр по делам Европейского сообщества (1981—1982)[90].
- Алам, Максудул (60) — бангладешский учёный, профессор[91].
- Ауэрбах, Ларри (91) — американский телевизионный режиссёр, лауреат Дневной премии «Эмми» (1984)[92].
- Бодалёв, Алексей Александрович (91) — советский и российский психолог, специалист по проблемам общения и нравственного развития[93].
- Вальдири, Альберто[исп.] (55) — колумбийский актёр («Я — Бетти, дурнушка»)[94].
- Галкин, Дмитрий Прохорович (88) — советский хозяйственный и государственный деятель, министр чёрной металлургии Украинской ССР (1981—1988), Герой Социалистического Труда (1976)[95].
- Денис, Херардо (80) — мексиканский поэт испанского происхождения[96].
- Дорофеев, Вадим Геннадьевич (31) — российский киноактёр («Краплёный», «Дурная кровь»)[97].
- Ланье, Боб (89) — американский бизнесмен и политик, мэр Хьюстона (1992—1998)[98].
- Садыгзаде, Огтай (93) — советский и азербайджанский художник, народный художник Азербайджана, лауреат Государственной премии Азербайджанской Республики[99].
- Тимофеев, Лев Николаевич (76) — российский поэт, композитор и журналист[100].
- Фримен, Джон (99) — британский политик, дипломат и журналист[101].

### 19 декабря

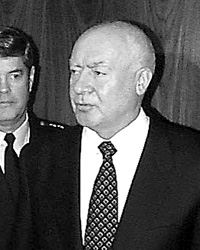
Игорь Родионов

- Гарднер, Артур (104) — американский продюсер[102].
- Ивченко, Валерий Константинович (65) — украинский деятель образования, ректор Луганского государственного медицинского университета (с 2003 года), доктор медицинских наук, профессор, лауреат Государственной премии Украины в области науки и техники, заслуженный деятель науки и техники Украины[103].
- Исправников, Владимир Олегович (65) — советский и российский экономист, депутат Верховного Совета России (1990—1993), заместитель председателя Верховного Совета РФ (1993)[104].
- Мосто, Хуан (78) — перуанский композитор и певец[105].
- Пьянов, Алексей Степанович (80) — советский и российский поэт-сатирик, пародист, прозаик, журналист, главный редактор журнала «Крокодил» (1985—2000)[106].
- Родионов, Игорь Николаевич (78) — советский и российский военачальник и государственный деятель, министр обороны Российской Федерации (1996—1997), генерал армии[107].
- Фиссон, Вадим Ильич (52) — советский и российский актёр и режиссёр, основатель, художественный руководитель и режиссёр театра «Комик-трест», лауреат премии «Золотой Остап», заслуженный деятель искусств Российской Федерации (2013)[108].
- Хопров, Вячеслав Степанович (73) — российский легкоатлет, тренер и спортивный журналист, отличник народного просвещения РСФСР[109].

### 18 декабря

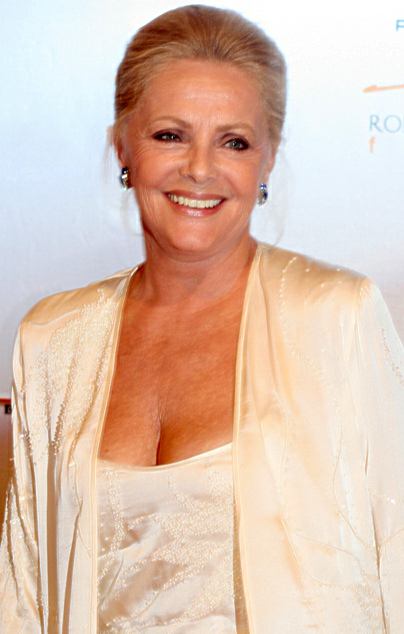
Вирна Лизи

- Дмитриева, Галина Сосланбековна (85) — российская художница[110][неавторитетный источник].
- Жанетич, Анте (78) — югославский и хорватский футболист, олимпийский чемпион летних Олимпийских игр в Риме (1960) и вице-чемпион Европы (1960)[111].
- Лизи, Вирна (78) — итальянская актриса, лауреат премии «Сезар» (1995) и приза Каннского кинофестиваля (1994)[112].
- Маби, Карлтон (99) — американский писатель, лауреат Пулитцеровской премии (1944)[113].
- Симпсон, Роберт (102) — американский метеоролог, один из разработчиков шкалы ураганов Саффира — Симпсона[114].
- Смит, Ларри (63) — американский продюсер звукозаписи (Run-D.M.C., King of Rock)[115].
- Стрекаловских, Константин Сергеевич (23) — российский спортсмен, мастер спорта России международного класса, чемпион мира по гиревому спорту; рак[116].
- Хенли, Ларри (77) — американский певец и автор песен, лауреат премии «Грэмми» за лучшую песню года (1990)[117].
- Челльсон, Ингвар (91) — шведский актёр[118].

### 17 декабря

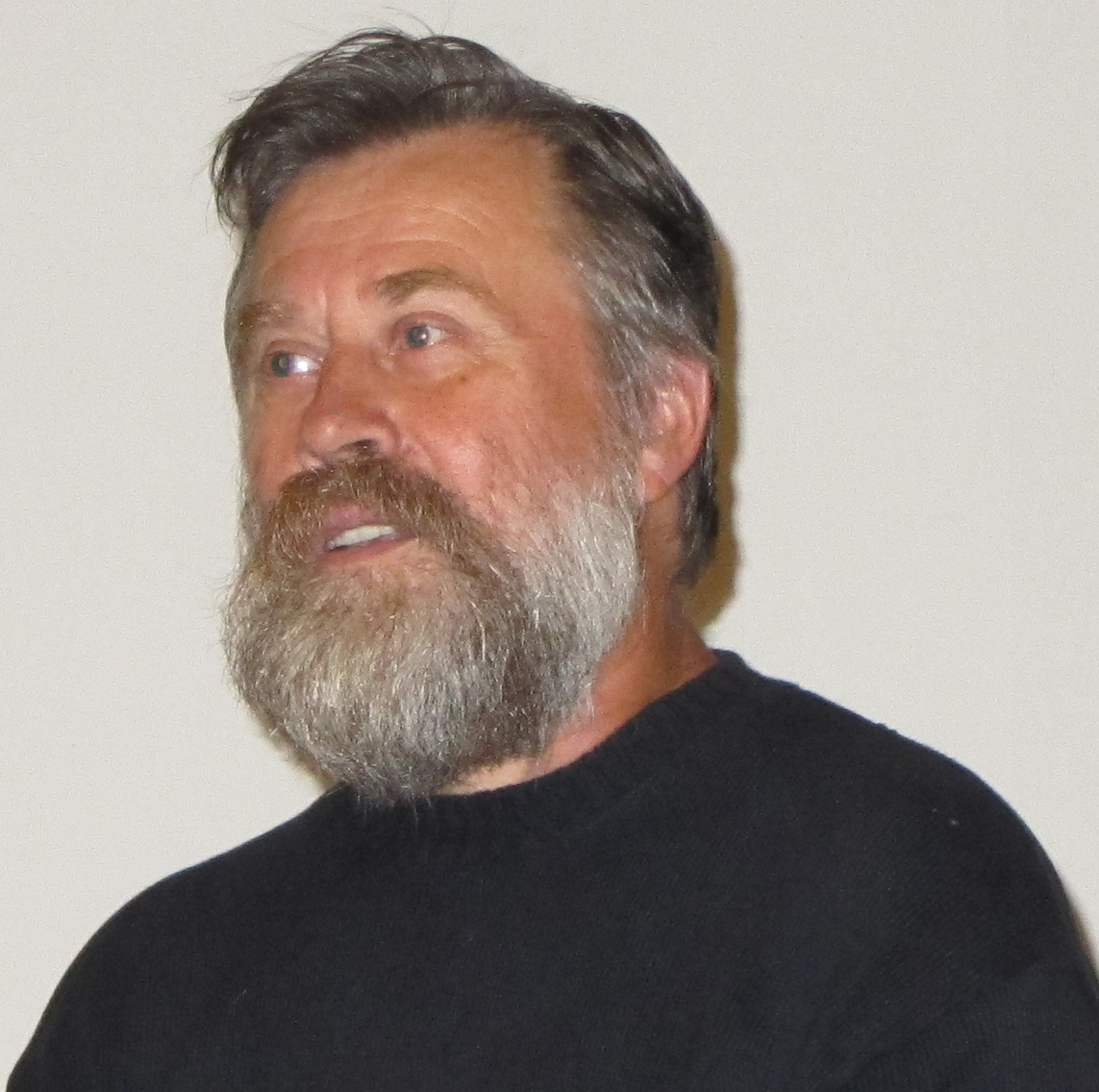
Олег Лышега

- Векич, Иван (76) — хорватский юрист и политик, министр внутренних дел (1991—1992)[119].
- Герцен, Николай Теодорович (55) — российский издатель, меценат и общественный деятель, генеральный директор ОАО «Алтайский дом печати» (с 1999 года)[120].
- Грау, Дитер (101) — немецкий и американский учёный в области ракетной техники, ближайший сотрудник Вернера фон Брауна[121].
- Дюверже, Морис (97) — французский учёный, государствовед[122].
- Князева, Воля Ефимовна (86) — советская и российская журналистка, ответственный секретарь Союза журналистов Саратовской области[123].
- Креспо, Витор Мануэл (82) — португальский военный деятель, генерал-губернатор Мозамбика (1974—1975)[124].
- Лышега, Олег Богданович (65) — украинский поэт, драматург и переводчик[125].
- Стюард, Лоуэлл (95) — американский военный деятель, кавалер Креста лётных заслуг[126].
- Флориан, Хайро (67) — колумбийский актёр («Без бюста нет рая»)[127]
- Фрайс, Фриц Рудольф (79) — немецкий писатель[128].
- Чжань Гокхун (51) — китайский оператор, двукратный номинант Гонконгской кинопремии (2000, 2001)[129].
- Шабатура, Стефания Михайловна[укр.] (76) — украинская художница и правозащитница[130].

### 16 декабря

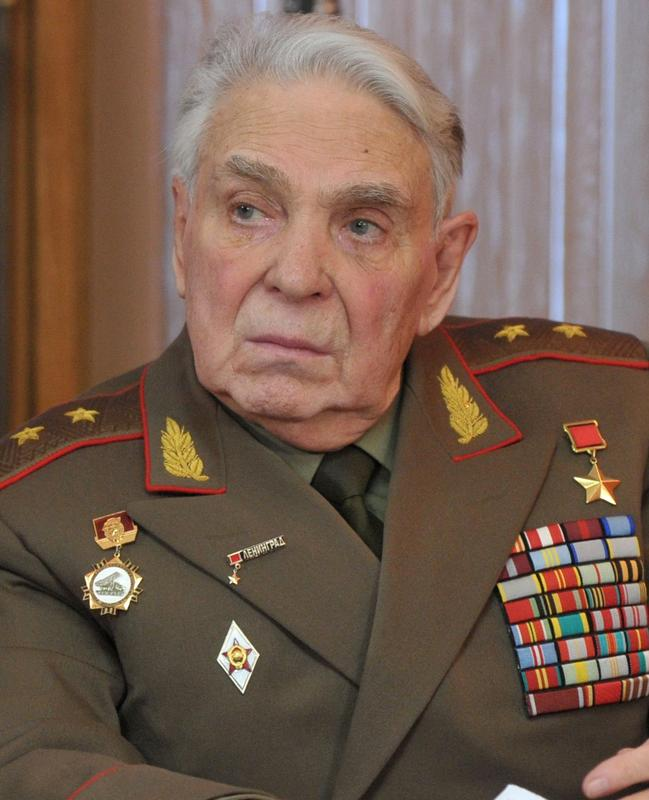
Борис Белявский

- Белявский, Борис Васильевич (90) — генерал-лейтенант Советской армии, участник Великой Отечественной войны, Герой Советского Союза (1945)[131].
- Бразье, Мартин (67) — британский палеонтолог и астробиолог, лауреат медали Лайеля (2014)[132].
- Денисов, Вячеслав Владимирович (28) — украинский дзюдоист, двукратный чемпион Украины (2010, 2012), победитель Кубка мира в Таллине (2011), серебряный призёр Кубков мира в Каире (2010) и в Апиа (2011), бронзовый призёр Гран-при в Тунисе (2010) и Кубка мира в Праге (2010)[133].
- Дульцев, Василий Семёнович (83) — советский лесоруб, Герой Социалистического Труда (1971)[134].
- Каракулов, Булат Ишанбаевич (72) — советский и казахстанский искусствовед, теоретик фольклора, композитор и педагог, доктор искусствоведения[135].
- Куррас, Карл-Хайнц (87)) — немецкий полицейский в Западном Берлине, информатор Штази[136].
- Ман Харон Монис (50) — австралийский террорист иранского происхождения; убит[137].
- Пилюс, Антонина Ивановна (67) — советская актриса («Солярис», «Городской романс», «Повесть о человеческом сердце») и театральный педагог; заслуженный работник культуры Российской Федерации (1995), заслуженный работник высшей школы Российской Федерации (2006)[138].
- Рене, Венди (67) — американская соул-певица и актриса[139].
- Сингх, Султан (91) — индийский политик, губернатор штата Трипура (1989—1990)[140].
- Террелл, Эрни (75) — американский певец, музыкальный продюсер и бывший чемпион мира по боксу в тяжёлом весе Всемирной боксёрской ассоциации[141].

### 15 декабря

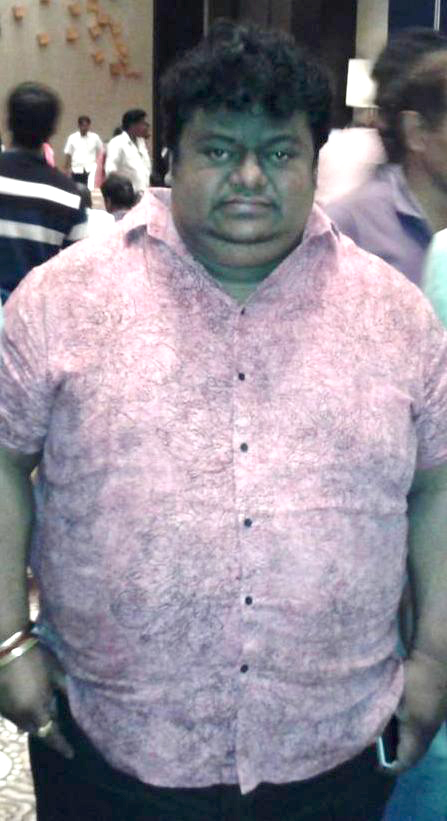
Чакри

- Гаглоев, Руслан Валерьевич (17)[значимость?] — российский баскетболист, центровой молодёжной команды клуба ЦСКА[142].
- Евдокимов, Григорий Петрович (95) — полковник Советской армии, участник Великой Отечественной войны, Герой Советского Союза (1945); участник Парада Победы 1945 года[143].
- Колман, Бут (91) — американский актёр[144][145]..
- Кылварт, Лидия Григорьевна (72) — эстонская общественная деятельница, председатель объединения национально-культурных обществ «Лира», мать Михаила Кылварта[146].
- Маня, Николае (60) — румынский футболист («Рапид» Бухарест, «Стяуа»), тренер; рак печени[147].
- Меткалф, Дональд (85) — австралийский медицинский исследователь, один из разработчиков гранулоцитарно-макрофагальных колониестимулирующих факторов в том числе Гранулоцитарно-макрофагального колониестимулирующего фактора, лауреат медали Джесси Стивенсон-Коваленко (1994), международной премии Гайрднера (1994), Королевской медали (2007)[148].
- Михайловский, Александр Николаевич (69) — советский и российский кинорежиссёр, отец актёра Никиты Михайловского[149].
- Потёмкин, Александр Леонидович (67) — советский и российский журналист-международник, руководитель Редакции стран Европы ИНО-ТАСС, заслуженный работник культуры Российской Федерации (1999)[150].
- Сапата, Фаусто (73) — мексиканский политик, губернатор штата Сан-Луис-Потоси[151].
- Угольник, Владимир Петрович (61) — белорусский гитарист[152].
- Чакри (40) — индийский композитор[153][154].

### 14 декабря
- Амербаев, Вильжан Мавлютинович (83) — советский, казахстанский и российский математик, академик АН Казахской ССР (1987)[155].
- Величко, Игорь Иванович (80) — советский и российский конструктор ракетно-космических систем, генеральный конструктор Государственного ракетного центра им. Макеева (1985—1998)[156].
- Дэлис, Ирен (89) — американская оперная певица[157].
- Колборн,Тео (87) — американский биолог[158].
- Кояжало, Луи Альфонс (67) — конголезский политик, временный премьер-министр Демократической Республики Конго (2012)[159].
- Мейерсон, Бесс (90) — американский политик и общественный деятель, победительница конкурса красоты «Мисс Америка — 1945»[160].
- П. Дж. Шарма (70) — индийский актёр озвучивания (около 500 фильмов)[161].
- Шершнёв, Леонид Иванович (76) — российский военный и общественный деятель, президент фонда «Русские», глава Фонда национальной и международной безопасности, главный редактор журнала «Безопасность», генерал-майор[162].

### 13 декабря

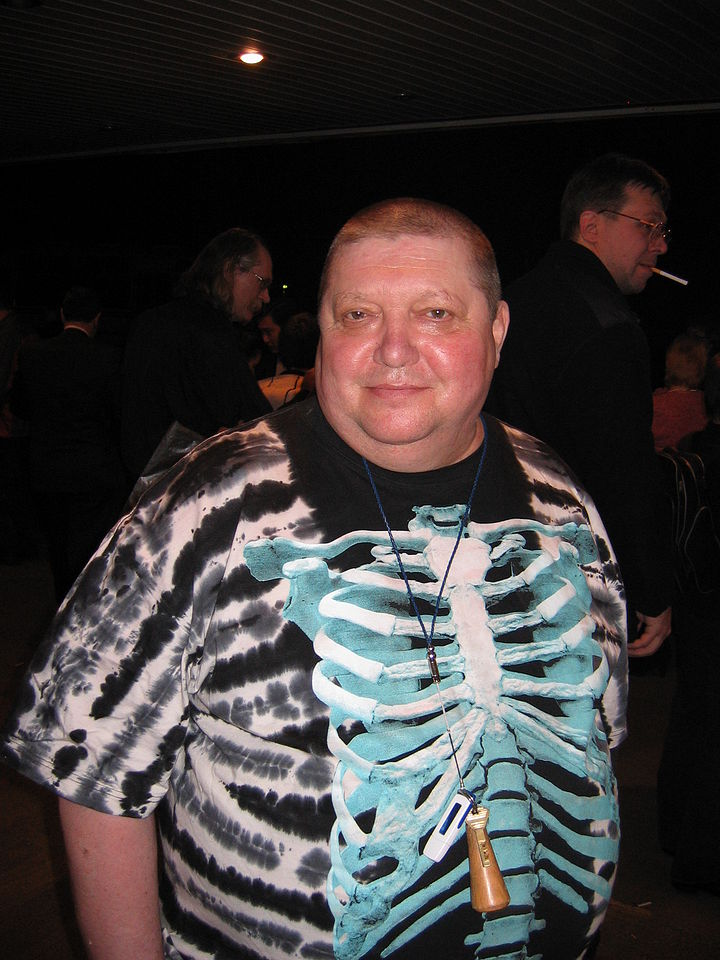
Михаил Успенский

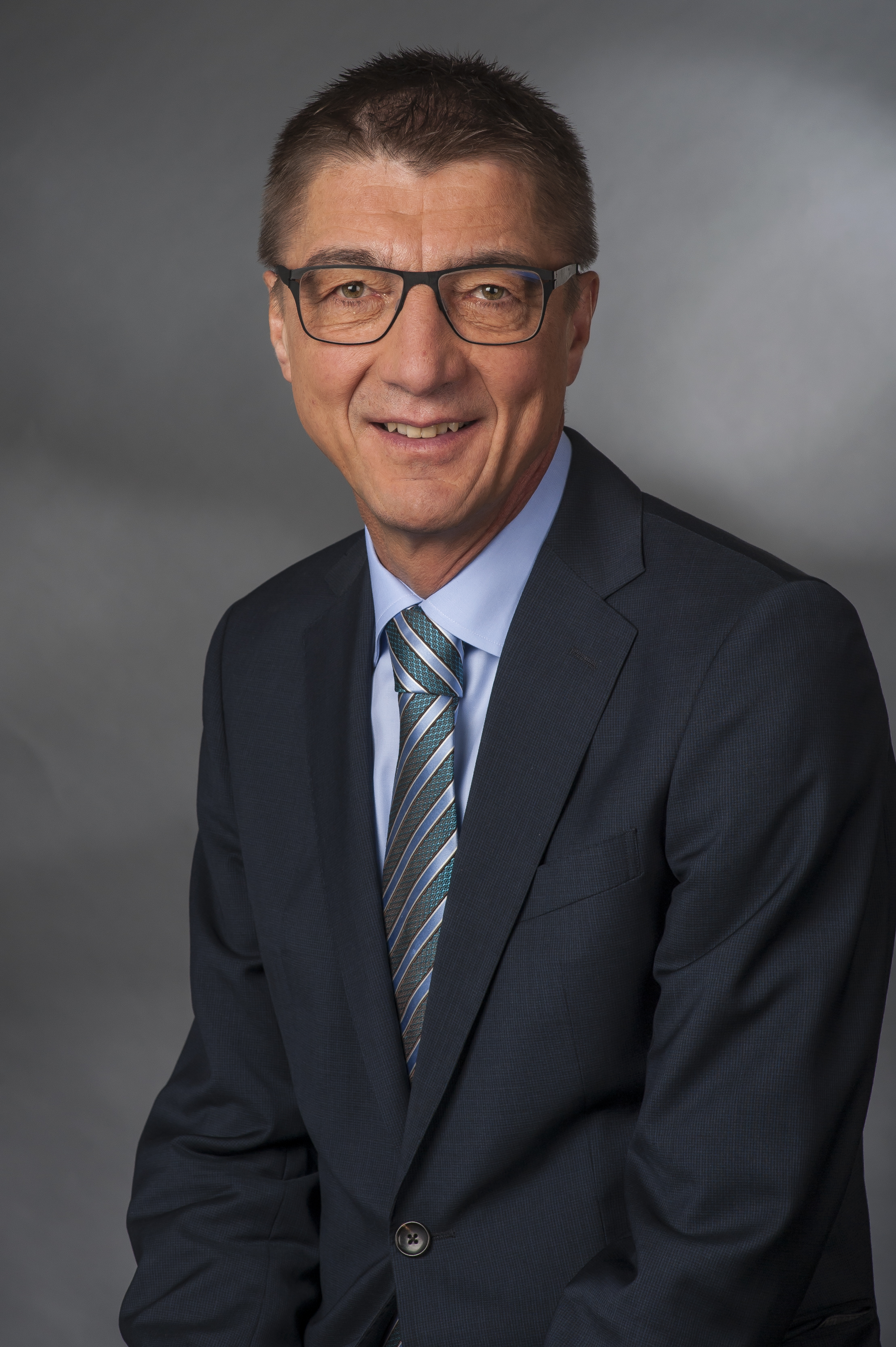
Андреас Шоккенхофф

- Альбрехт, Эрнст (84) — немецкий политик, премьер-министр Нижней Саксонии (1976—1990)[163].
- Виллемс, Виллем (64) — нидерландский археолог, президент Европейской ассоциации археологов (1998—2003)[164].
- Ляшенко, Сергей (63) — советский и российский музыкант[165].
- Сигал, Марта (97) — американская художница-аниматор, лауреат премии «Энни» (2004)[166].
- Стерн, Фил (95) — американский классик фотографии, известный как фотограф голливудских актёров первой величины[167].
- Успенский, Михаил Глебович (64) — советский и российский писатель-фантаст и журналист[168].
- Шоккенхофф, Андреас (57) — немецкий политик, депутат Бундестага (с 1990 года), координатор правительства ФРГ по российско-германским межобщественным отношениям (2006—2013)[169].

### 12 декабря
- Бакстер, Джон (78) — шотландский футболист («Хиберниан»)[170] Архивная копия от 24 октября 2018 на Wayback Machine.
- Борбиев, Эркин Бейшеналиевич (77) — советский и киргизский писатель и сценарист[171].
- Евсеенко, Иван Иванович (71) — советский и российский писатель, главный редактор журнала «Подъём» (1997—2006), заслуженный работник культуры Российской Федерации (1999)[172].
- Мартин, Дженис (75) — американская оперная певица[173].
- Массини, Боб (83) — советский, румынский и израильский оперный дирижёр, сын Эджицио Массини[174].
- Миллиган, Билли (59) — один из самых известных людей с диагнозом «множественная личность» в истории психиатрии[175].
- Понсе, Дени (66) — французский продюсер, лауреат премии «Оскар» за лучший документальный полнометражный фильм (2002)[176].
- Хэмптон, Джон (61) — американский звукорежиссёр и продюсер, двукратный лауреат премии «Грэмми» (2001, 2005)[177].
- Шутов, Юрий Титович (68) — советский и российский политический деятель, приговорённый к пожизненному лишению свободы; острая сердечная недостаточность[178].

### 11 декабря
- Адамс, Том (76) — британский актёр («Большой побег»)[179][180].
- Берелет, Владимир Владимирович (42) — украинский актёр театра и кино, артист-вокалист Сумского театра драмы и музыкальной комедии им. М. С. Щепкина, заслуженный артист Украины (2010)[181].
- Валлат, Ханс (85) — немецкий дирижёр[182].
- Де Гранди, Бениньо (90) — итальянский футболист, чемпион Италии в составе «Милана» (1951)[183].
- Дриггс, Джон (87) — американский политик, мэр Финикса (1970—1974)[184].
- Дусилль, Мишель (58) — американский фотожурналист, трёхкратный лауреат Пулитцеровской премии (1986, 1988, 2008)[185].
- Мауленов, Газиз Сырбаевич (56) — советский и казахстанский юрист, доктор юридических наук, профессор, автор более 100 научных работ, сын писателя Сырбая Мауленова[186].
- Найтс, Филип, Барон Найтс (94) — британский офицер полиции, Рыцарь-бакалавр и Командор Ордена Британской империи[187].
- Петров, Виктор Александрович (79) — советский и российский государственный деятель, председатель Пермского облисполкома (1984—1990), заслуженный строитель Российской Федерации[188] Архивная копия от 14 декабря 2014 на Wayback Machine.
- Фиорентини, Серджо (80) — итальянский актёр[189].

### 10 декабря

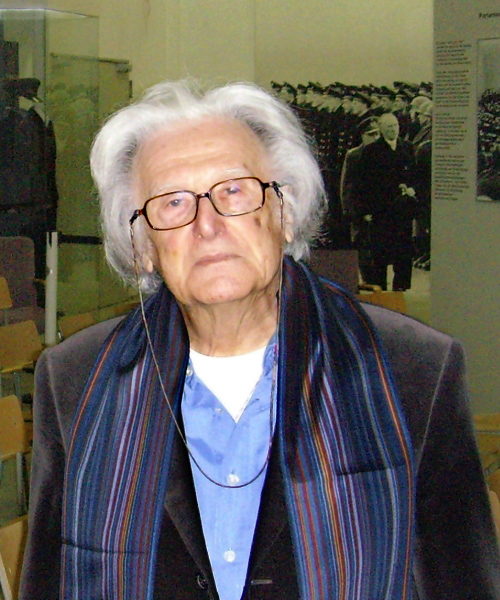
Ральф Джордано

- Абакаров, Сайпула Магомедович (79) — советский и российский гидростроитель, бетонщик, депутат Верховного Совета СССР, Герой Социалистического Труда (1960)[190].
- Абу Эйн, Зиад (46) — палестинский политик, министр по делам поселений Палестинской автономии[191].
- Андерссон, Эрик (109)[значимость?] — старейший верифицированный житель Швеции[192].
- Гаррига, Фидель (66) — мексиканский актёр («Волчица», «Женщина с характером»)[193][194].
- Джордано, Ральф (91) — немецкий писатель и публицист[195].
- Забродин, Юрий Иванович (87) — советский футболист и тренер, заслуженный тренер РСФСР, мастер спорта СССР[196].
- Кокобаев, Базаралы (79) — советский животновод, Герой Социалистического Труда (1958)[197].
- Кузнецов, Владлен Николаевич (83) — советский и украинский сценарист, публицист и общественный деятель[198].
- Оукли, Роберт (83) — американский дипломат, посол США в Заире (1979—1982), Сомали (1982—1984) и Пакистане (1988—1991)[199].
- Солинджер, Роберт (88) — канадский хоккеист, пятикратный победитель Кубка Колдера[200]

### 9 декабря

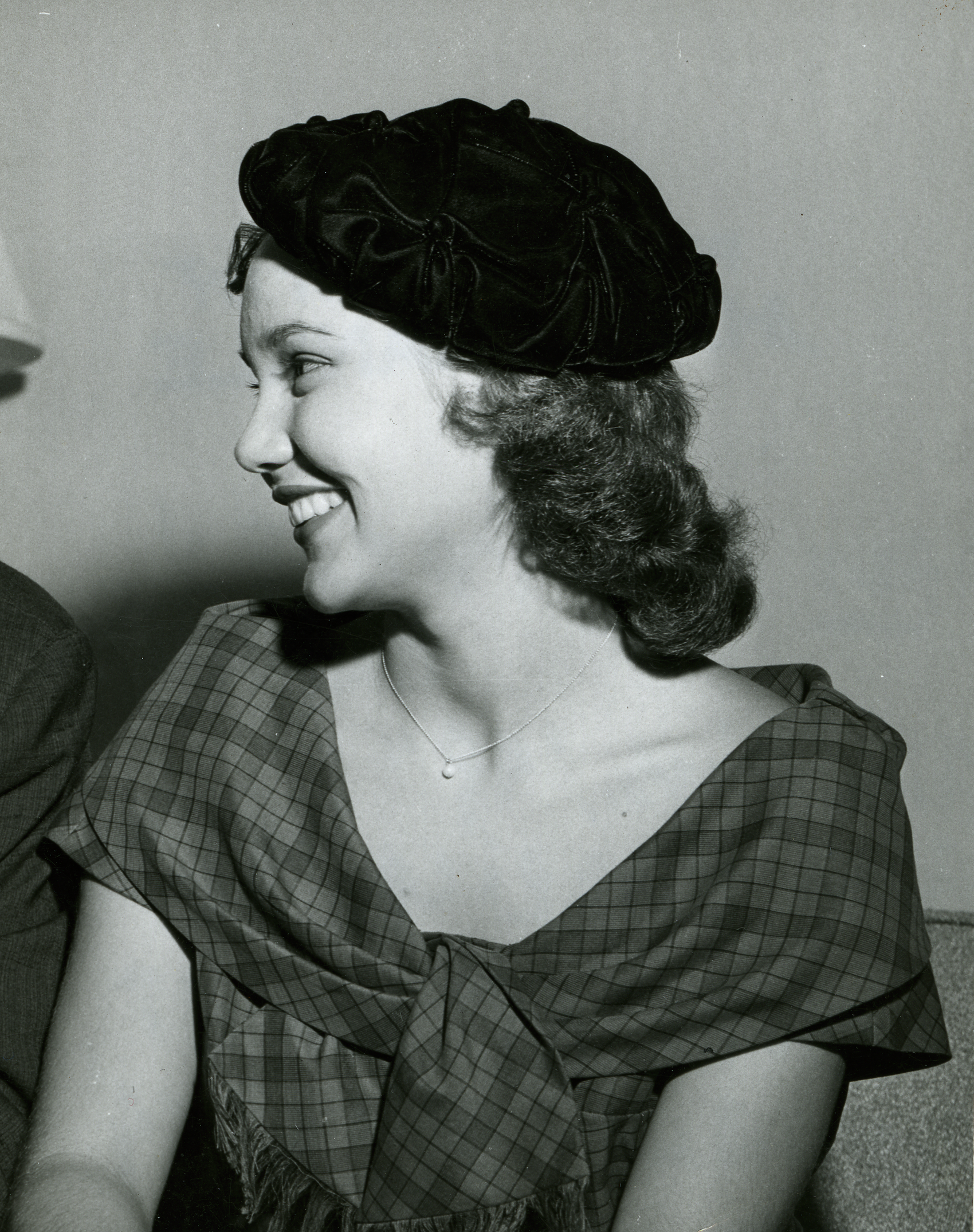
Мэри Энн Мобли

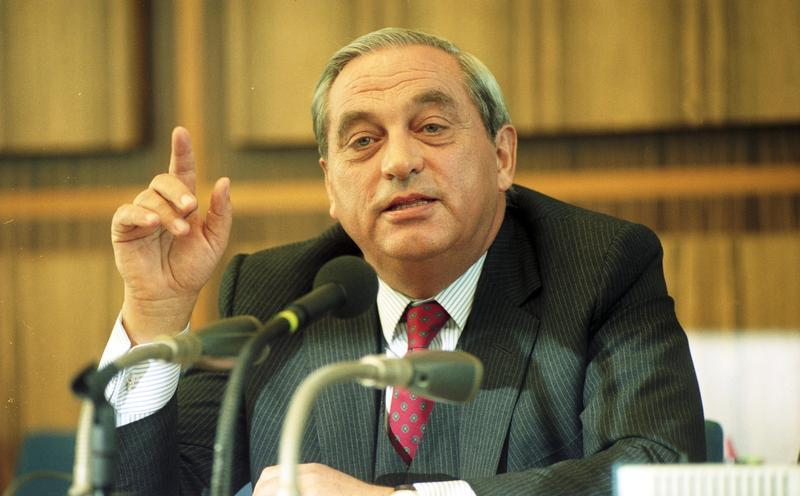
Карл Отто Пёль

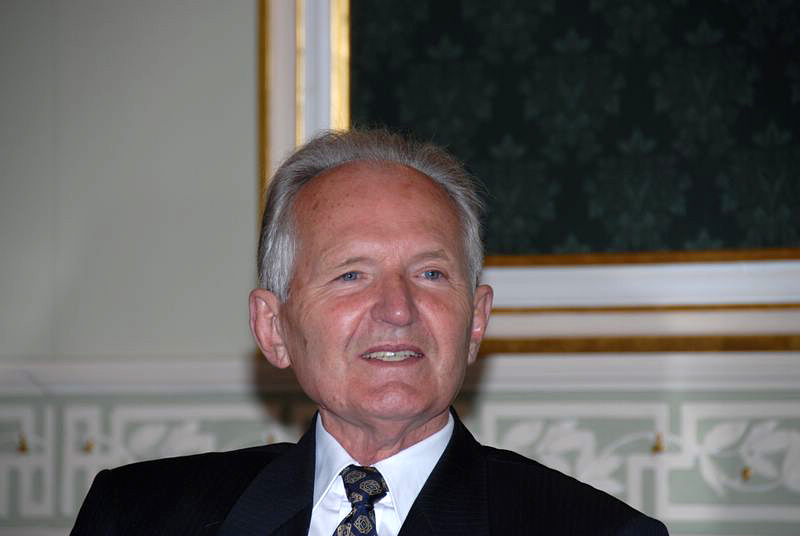
Йоже Топоришич

- Бутмалай, Ион (50) — молдавский политик, депутат Парламента Молдавии (с 2009 года), самоубийство[201].
- Вороничев, Лев Ильич (88) — деятель советской оборонной промышленности, генеральный директор ленинградских производственных объединений «Водтрансприбор» (1962—1976) и «Равенство» (1976—1991), лауреат Государственной премии СССР (1967) за участие в разработке гидроакустической аппаратуры для подводных лодок ВМФ[202].
- Дедов, Иван Фёдорович (90 или 91) — советский партийный деятель, заместитель председателя Президиума Верховного Совета Таджикской ССР (1985—1989), член ЦК Компартии Таджикистана (о смерти стало известно в этот день)[203].
- Золоев, Ким Карпович (85) — советский и российский геолог, член-корреспондент РАН (1991)[204].
- Лейе, Жан Мари (82) — вануатский политик, президент Вануату (1994—1999)[205].
- Литвинов, Алексей Игоревич (59)[значимость?] — украинский хореограф, судья танцевального телешоу «Танцуют все!», заслуженный работник культуры Украины (о смерти стало известно в этот день)[206].
- Логвинов, Михаил Васильевич (73) — советский актёр и режиссёр театра и кино[207].
- Мехия, Хорхе Мария (91) — аргентинский куриальный кардинал, архивариус и библиотекарь Святой Римской Церкви (1998—2003)[208].
- Мобли, Мэри Энн (75) — американская актриса, лауреат премии «Золотой глобус» (1965), «Мисс Америка» (1959)[209].
- Мордкович, Лидия Менделевна (70) — советская и британская скрипачка и педагог[210].
- Паунович, Благое (67) — югославский футболист, серебряный призёр Чемпионата Европы по футболу (1968)[211].
- Пачес, Александр Ильич (88) — советский и российский онколог, директор Института экспериментальной и клинической онкологии (1965—1990)[212].
- Пёль, Карл Отто (85) — немецкий экономист, Президент Немецкого федерального банка (1980—1991)[213].
- Пирогов, Константин Михайлович (82) — советский и российский инженер и педагог, бывший ректор Ивановского текстильного института, заслуженный деятель науки и техники РСФСР (1991), многократный чемпион РСФСР по спортивной гимнастике[214]..
- Райт, Клиффорд (87) — канадский политик, мэр Саскатуна (1976—1988)[215].
- Семёнова, Светлана Григорьевна (73) — советский и российский литературовед, философ, специалист по истории русской религиозной философии[216].
- Семчик, Виталий Иванович (87) — советский и украинский учёный-правовед, специалист в области аграрного, административного, кооперативного и предпринимательского права.
- Топоришич, Йоже (88) — словенский лингвист, член Словенской академии наук и искусств[217].
- Фегали, Жозе (53) — бразильский пианист, лауреат конкурса пианистов имени Вана Клиберна (1985); самоубийство (тело найдено в этот день)[218].

### 8 декабря

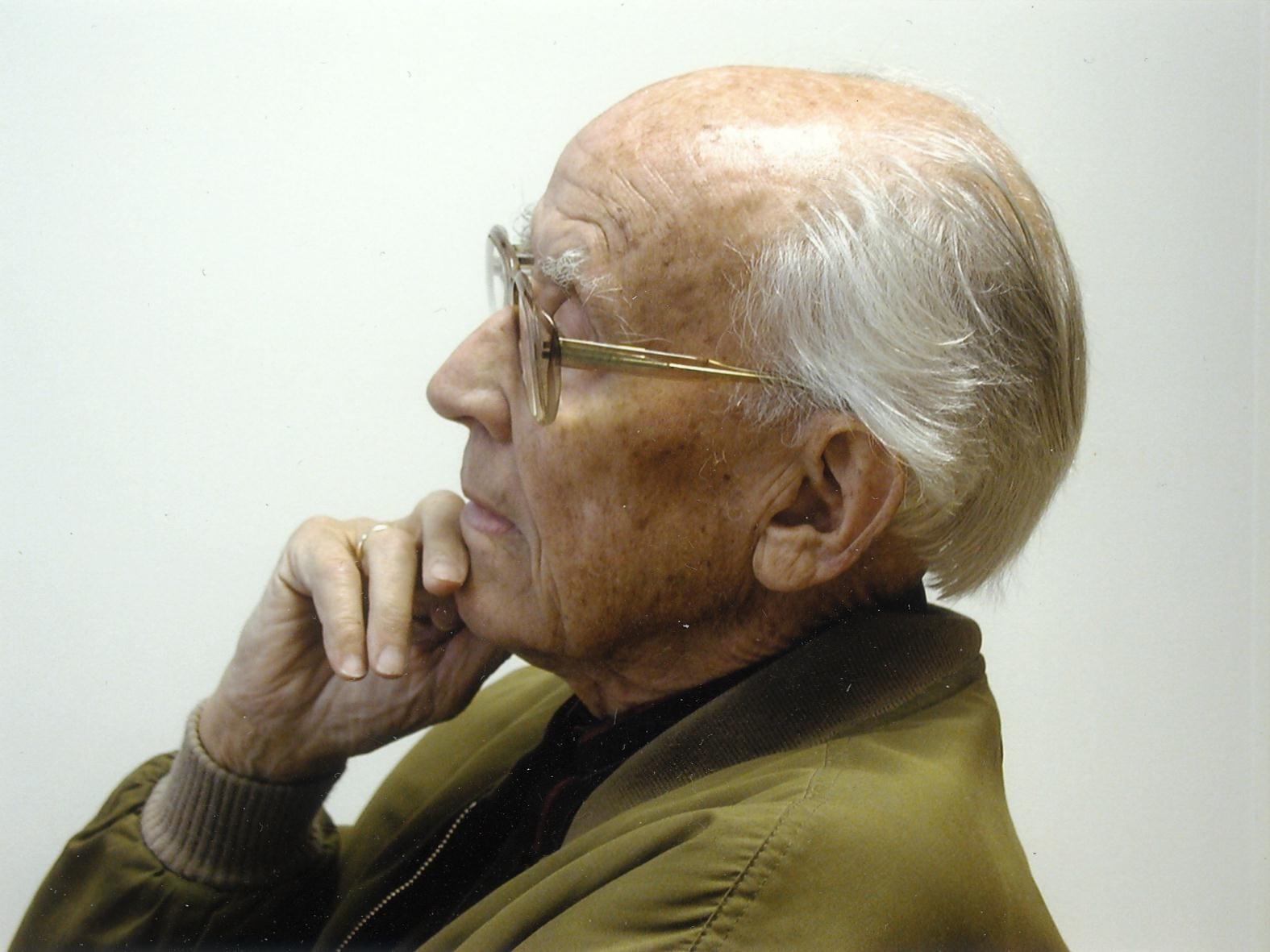
Кнут Нюстедт

- Вилим, Ежи (73) — польский футболист, нападающий[219].
- Госнелл, Том (63) — канадский политик, мэр Лондона (Канада) (1986—1994)[220].
- Земгалис, Элмар (91) — американский шахматист латвийского происхождения, почётный гроссмейстер (2004)[221].
- Лясковский, Ян (86) — польский оператор («Загадочный пассажир», «Ленин в Польше», «Разыскиваемый, разыскиваемая»)[222][223].
- Моусли, Стефани (30) — американская актриса[224].
- Нюстедт, Кнут (99) — норвежский органист и композитор[225].
- Пигин, Евгений Александрович (80) — советский и российский конструктор; главный конструктор, начальник научно-исследовательских отделений по зенитному направлению ОАО «Научно-исследовательский институт приборостроения имени В. В. Тихомирова» (с 1984 года), создатель комплексов ПВО «Куб» и «Бук», дважды лауреат премии Правительства Российской Федерации[226].
- Трубилин, Иван Тимофеевич (83) — советский и российский организатор сельского хозяйства, преподаватель, Герой Социалистического Труда (1991), Герой Труда Кубани (2002), ректор (1970—2007) и президент (с 2007 года) Кубанского государственного аграрного университета[227].
- Янг, Скот (52) — британский миллионер[228].

### 7 декабря

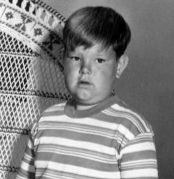
Кен Везервакс

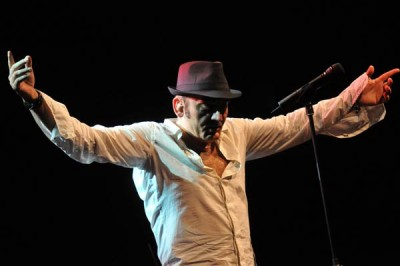
Джузеппе Манго

- Баха, Абдалла (60) — марокканский политик, один из лидеров партии справедливости и развития, министр (с 2012 года); сбит поездом[229].
- Васенин, Николай Максимович (95) — советский военный, участник французского Движения Сопротивления, кавалер ордена Почётного легиона (2005)[230].
- Везервакс, Кен (59) — американский актёр, наиболее известный по роли Пагсли Аддамса в телесериале «Семейка Аддамс»[231].
- Доценко, Игорь Дмитриевич (61) — советский и российский музыкант, бывший барабанщик рок-групп «ДДТ» и «Чиж & Co»[232].
- Кузнецов, Георгий Антонович (92) — советский военный, участник Великой Отечественной войны, Герой Советского Союза (1943)[233].
- Манго, Джузеппе (60) — итальянский певец, композитор и поэт[234].
- Мкртчян, Самвел (55) — советский и армянский писатель, переводчик и публицист, главный редактор журнала «Иностранная литература»[235].
- Назаров, Борис Викторович (67) — российский военачальник, первый заместитель директора Федеральной службы по техническому и экспортному контролю (2005—2009), генерал-полковник в отставке[236].
- Роуз, Эдди (60) — американский актёр[237].
- Сингх, Граханандан (88) — индийский хоккеист на траве, двукратный олимпийский чемпион летних Олимпийских игр в Лондоне (1948) и в Хельсинки (1952)[238].
- Шинкарук, Владимир Фёдорович (60) — украинский бард, поэт и композитор[239].

### 6 декабря

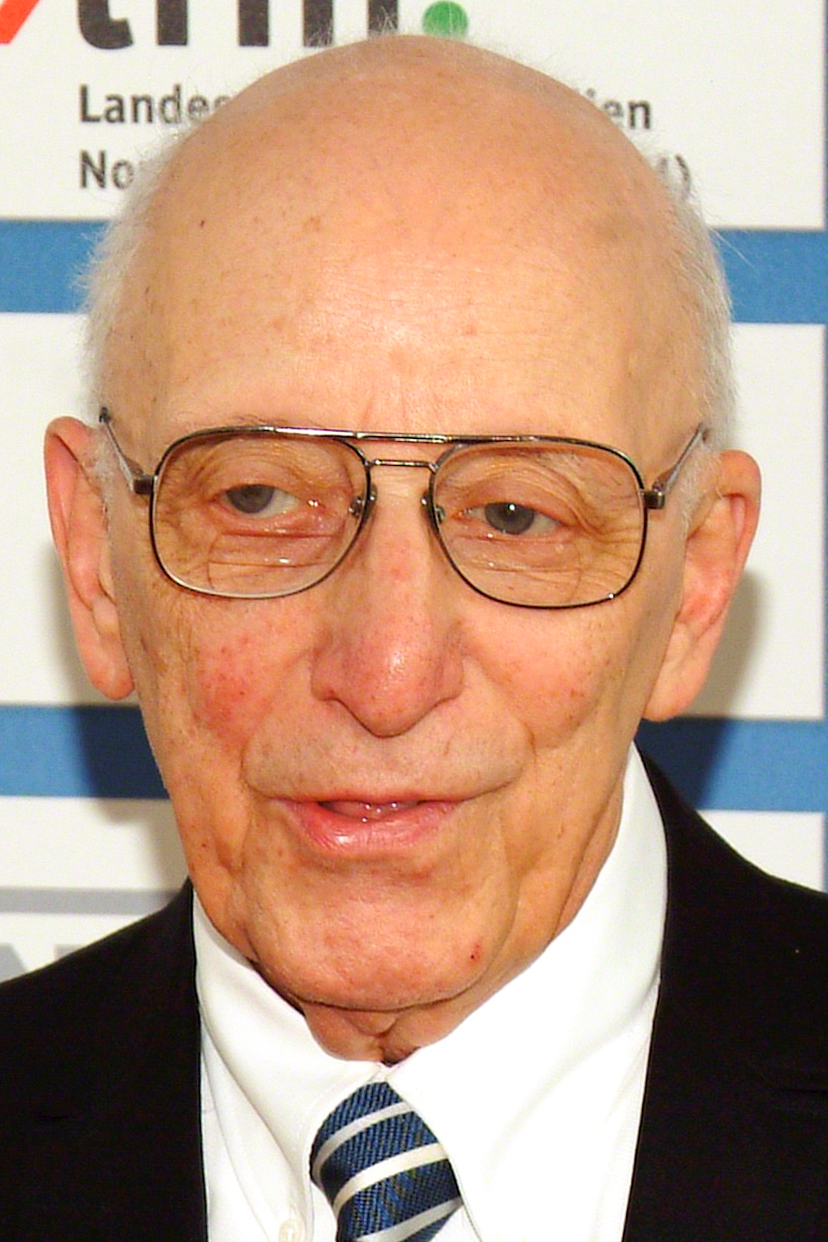
Ральф Бер

- Барсегян, Лаврентий Ашотович (75) — советский и армянский историк, основатель Музея-института геноцида армян[240].
- Бексултанов, Умар Ахматсултанович (77) — советский и российский чеченский композитор и педагог, заслуженный деятель искусств Чечено-Ингушской АССР (1974), заслуженный деятель искусств Чеченской Республики (2013), автор музыки гимна Чеченской республики[241].
- Бер, Ральф (92) — американский пионер видеоигр, разработчик первой домашней игровой приставки Magnavox Odyssey[242].
- Варга, Иштван (71) — венгерский гандболист, гандболист года в Венгрии (1975), шестикратный лучший бомбардир чемпионата Венгрии по гандболу, участник летних Олимпийских игр в Мюнхене (1972) и в Монреале (1976)[243].
- Ищенко, Александр Валерьянович (75) — советский и российский театральный деятель и педагог, главный режиссёр Иркутского театра драмы им. Н. П. Охлопкова (с 2007 года), преподаватель Иркутского театрального училища[244].
- Кондаков, Евгений Епифанович (85) — советский военачальник, начальник 10-го Главного управления Генерального штаба Вооруженных Сил СССР (1985—1989), генерал-полковник в отставке[245].
- Кумандареас, Менис (83) — греческий писатель; убит (о смерти стало известно в этот день)[246].
- Мироненко, Николай Семёнович (73) — советский и российский экономико-географ, страновед, геополитик, доктор географических наук (1988), профессор (1990), почётный работник высшего профессионального образования Российской Федерации (1998), заслуженный деятель науки Российской Федерации (2004)[247].
- Сайто, Такао (85) — японский кинооператор[248].
- Эль-Шукриджумах, Аднан (39) — один из лидеров Аль-Каиды, отвечавший за подготовку терактов за рубежом; убит в ходе спецоперации[249].
- Янг, Стелла (32) — австралийский комик, журналист и борец за права инвалидов.

### 5 декабря

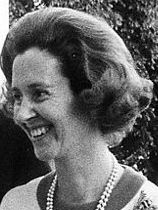
Фабиола де Мора и Арагон

- Брас, Эрнест (83) — американский военный деятель, известный самым длительным нахождением в плену во время Вьетнамской войны, кавалер Креста лётных заслуг[250].
- Григорьев, Александр Николаевич (68) — советский государственный деятель, председатель исполнительного комитета Новгородского городского Совета народных депутатов (1985—1988)[251].
- Де Сика, Мануэль (65) — итальянский композитор, лауреат премии «Давид ди Донателло» за лучшую музыку (1996), кавалер ордена «За заслуги перед Итальянской Республикой» (2005), сын Витторио Де Сика[252].
- Мартин, Кит (45) — самый тучный человек в мире (420 кг); пневмония[253].
- Орлов, Дмитрий Львович (71) — российский бизнесмен, основатель и глава банка «Возрождение», который входит в число 30 крупнейших банков России[254].
- Полока, Геннадий Иванович (84) — советский и российский кинорежиссёр, сценарист, актёр, продюсер, народный артист Российской Федерации (1998)[255].
- Савала, Сильвио[исп.] (105) — мексиканский историк[256].
- Фабиола де Мора и Арагон (86) — королева-консорт Бельгии (1960—1993), супруга короля Бодуэна[257].
- Халман, Талят Саит (83) — турецкий поэт, переводчик и политик, первый министр культуры Турции[258].
- Эррера де ла Фуэнте, Луис (98) — мексиканский дирижёр и композитор[259].

### 4 декабря

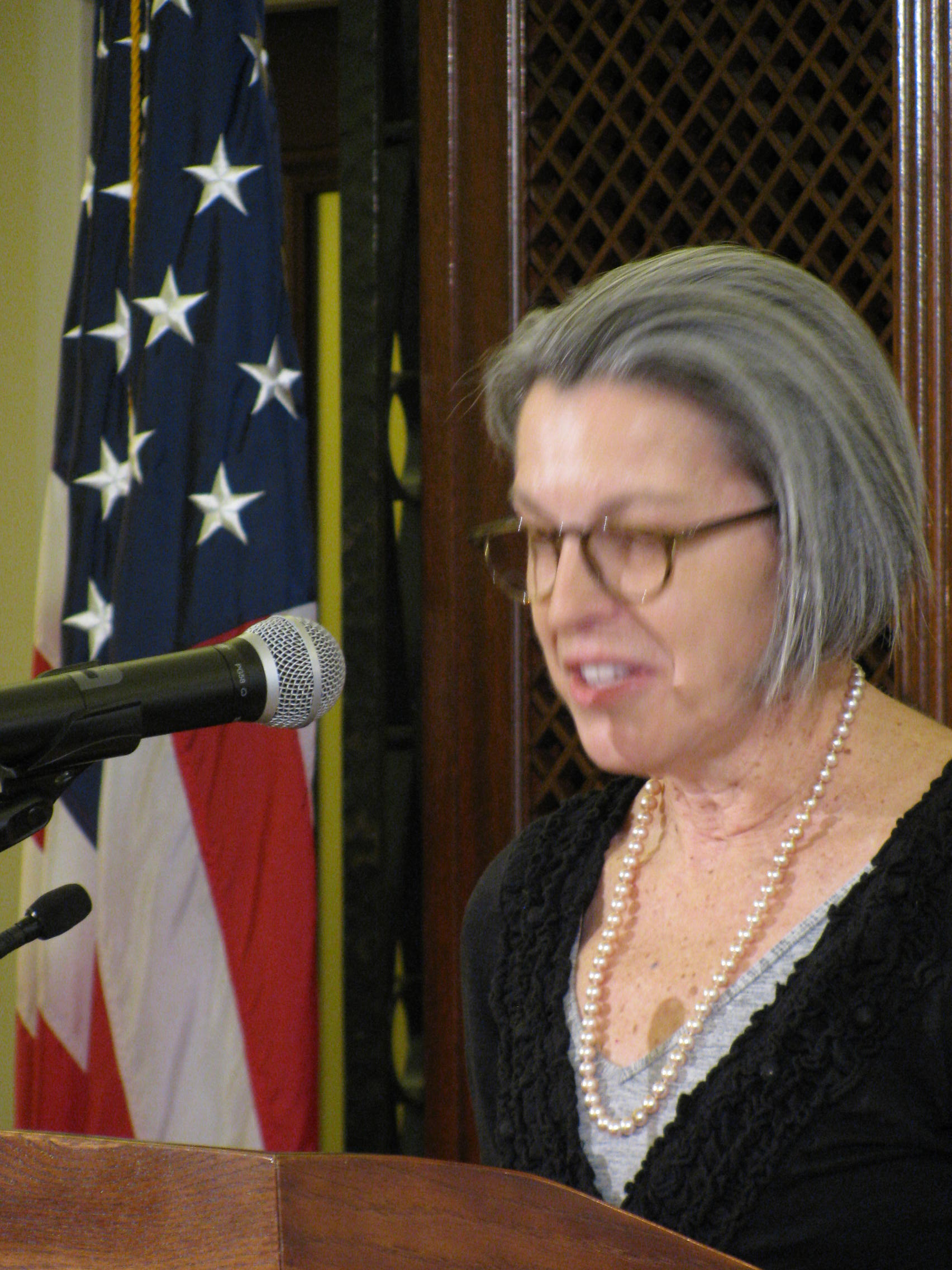
Клаудия Эмерсон

- Богданов, Юрий Борисович (87) — советский и российский дирижёр; педагог, профессор (1987), заслуженный деятель искусств РСФСР (1980)[260] Архивная копия от 8 декабря 2014 на Wayback Machine.
- Брусенцов, Николай Петрович (89) — советский и российский инженер и учёный в области информатики, создатель троичной ЭВМ «Сетунь»[261].
- Гудолл, Грэм (82) — австралийский звукорежиссёр, один из основателей Island Records[262].
- Диденко, Леонид Валерьевич (40)[значимость?] — российский журналист, культуролог, главный редактор портала 36on.ru[263].
- Коски, Линн[англ.] (56) — австралийский государственный деятель, министр образования (2002—2006) и министр общественного транспорта (2006—2010); рак[264].
- Курочкин, Виктор Алексеевич (57) — советский и российский режиссёр, главный режиссёр Сызранского драматического театра (2008—2012), заслуженный деятель искусств Российской Федерации (2004)[265].
- Мафра, Люси (59) — бразильская актриса[266].
- Михайлишина, Елена Сергеевна (68)[значимость?] — советский и российский филолог, журналист и педагог, главный редактор ГТРК «Владимир», заслуженный работник культуры Российской Федерации (2002)[267].
- Наседкин, Алексей Аркадьевич (71) — советский и российский пианист и музыкальный педагог, профессор кафедры специального фортепиано Московской консерватории, народный артист РСФСР (1991)[268].
- Перминов, Юрий Николаевич (?) — российский баскетбольный тренер, главный тренер клуба «Славянка» (1988—2008), заслуженный тренер России[269].
- Свитонь, Казимеж Антони[пол.] (83) — польский политический деятель, один из активистов профсоюза «Солидарность», депутат Сейма (1991—1993)[270].
- Торп, Джереми (85) — британский политический деятель, лидер Либеральной партии (1967—1976)[271].
- Тэлбот, Ник (37) — американский музыкант, автор-исполнитель[272].
- Халман, Талат (83) — турецкий поэт и историк культуры, первый министр культуры Турции (1971)[273].
- Эльвенес, Хруар (82) — норвежский конькобежец, участник четырёх зимних Олимпийских игр (1952, 1956, 1960, 1964), президент Норвежской конькобежной ассоциации (1975—1977)[274].
- Эмерсон, Клаудия (57) — американская поэтесса, лауреат Пулитцеровской премии (2006)[275].

### 3 декабря

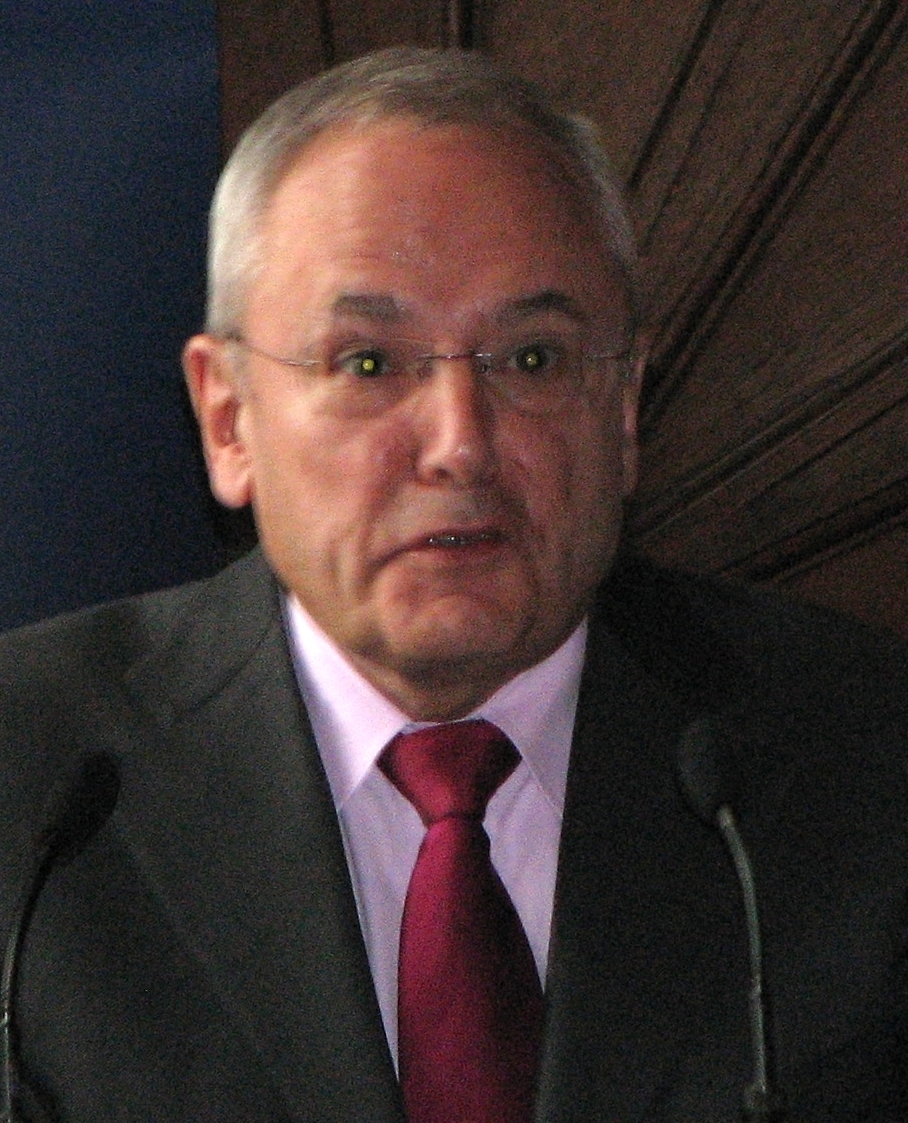
Жак Барро

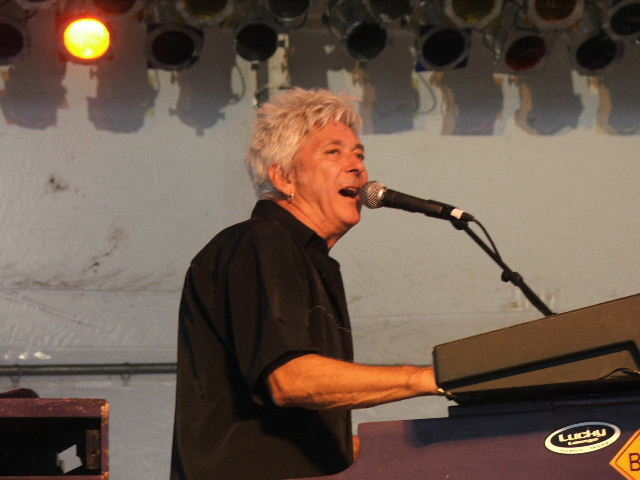
Иэн Маклэган

- Барро, Жак (77) — французский политик, европейский комиссар по вопросам региональной политики (2004), европейский комиссар по транспорту (2004—2008), европейский комиссар по вопросам юстиции, фундаментальным правам и гражданству (2008—2010)[276].
- Бранден, Натаниэль (84) — американский психолог[277].
- Квести, Джулио (90) — итальянский кинорежиссёр и сценарист[278].
- Леньеро, Висенте (81) — мексиканский писатель и сценарист («Тайна отца Амаро»)[279].
- Маклэган, Иэн (69) — британский музыкант (The Small Faces, The Faces)[280].
- Рейно, Уолтер (79) — уругвайский актёр театра и кино[281].
- Тихомиров, Вячеслав Валентинович (69) — советский и российский военачальник, главнокомандующий внутренними войсками МВД России (2000—2004), генерал армии[282].
- Урсель, Люк (55) — французский бизнесмен, генеральный директор компании Areva (2011—2014)[283].
- Янссен, Шефке (95) — нидерландский велогонщик, бронзовый призёр чемпионата мира по шоссейным велогонкам (1947)[284].

### 2 декабря

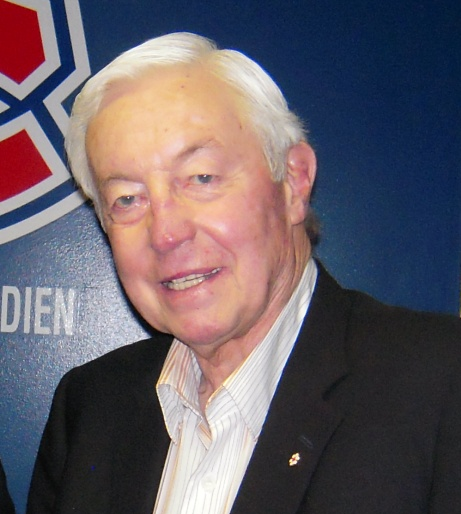
Жан Беливо

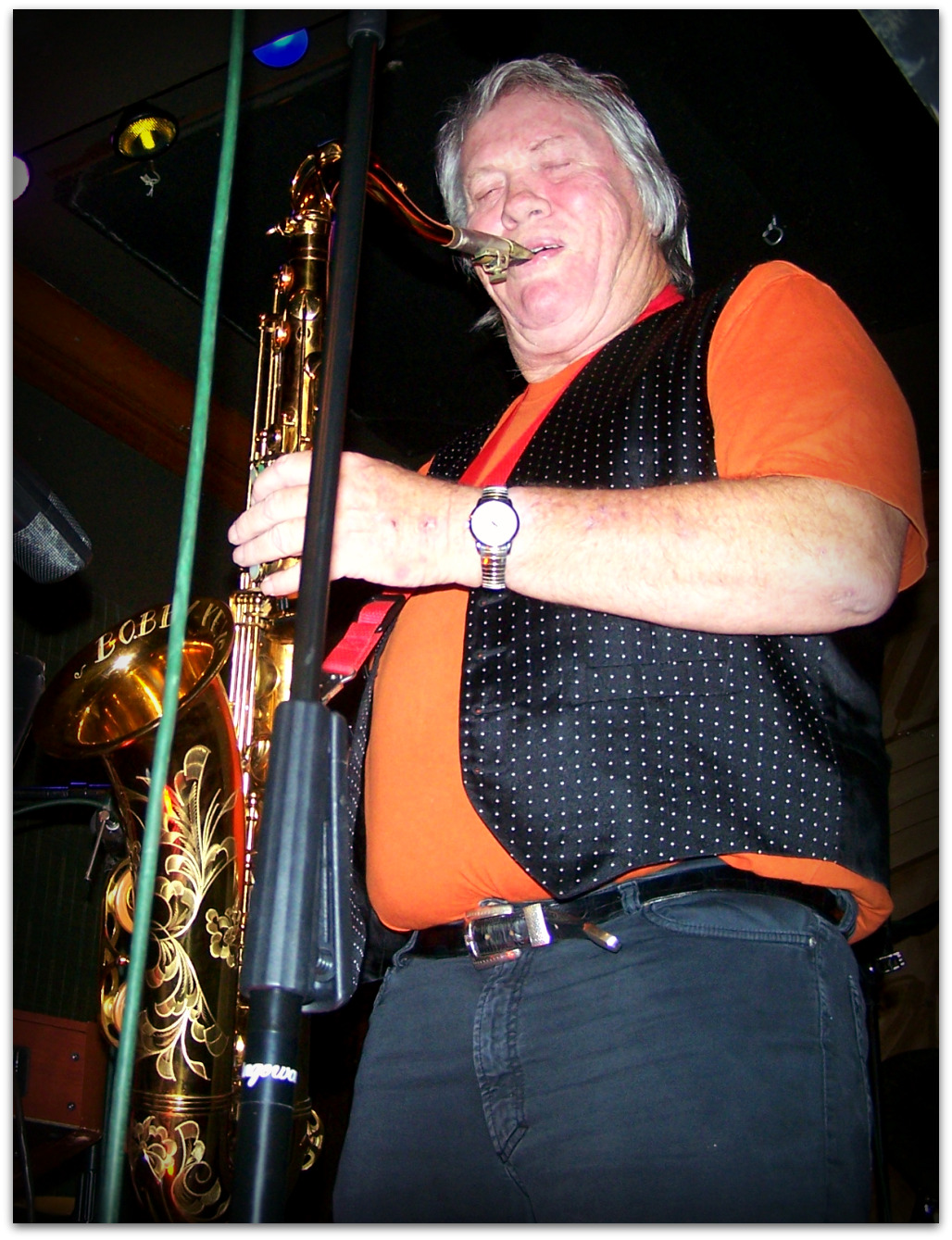
Бобби Киз

- Андерсон, Дон (81) — американский геофизик, лауреат национальных и международных наград[285].
- Антулей, Абдул (85) — индийский политик, главный министр штата Махараштра (1980—1982), министр по делам меньшинств Индии (2006—2009)[286].
- Беливо, Жан (83) — канадский хоккеист, десятикратный обладатель Кубка Стэнли в составе «Монреаль Канадиенс»[287].
- Валакер, Деннис (73) — американский политик, мэр Фарго (c 2006 года)[288].
- Верма, Девен (77) — индийский актёр[289].
- Долинский, Люциан Петрович (75) — советский и российский художник, скульптор[290].
- Киз, Бобби (70) — американский саксофонист (The Rolling Stones)[291].
- Лоус, Дон (85) — американский фигурист и тренер[292].
- Перепёлкина, Людмила Алексеевна (84) — советская и российская актриса, выступавшая на сцене Московского драматического театра на Малой Бронной, заслуженная артистка РСФСР (1971)[293].
- Ругарли, Джампаоло (81) — итальянский писатель, лауреат премии Кампьелло[294].
- Труман, Джефф (57) — австралийский актёр и сценарист[295].
- Турган, Александра Александровна (61) — советская актриса, российская журналистка и фотограф[296].
- Фэйрбэйрн, Ян (83) — британский актёр[297].

### 1 декабря
- Мигунова Маргарита Георгиевна (87) - крымская и советская писательница (293а)
- Абрамович, Марио[исп.] (88) — аргентинский скрипач и композитор[298].
- Голубенко, Георгий Андреевич (67) — советский и украинский писатель-юморист, драматург и сценарист, заслуженный деятель искусств Украины; инсульт[299].
- Завьялов, Михаил Григорьевич (90) — заслуженный пилот СССР, летчик-испытатель СССР[300].
- Ларионов, Алексей Алексеевич (92) — советский военный деятель, полковник (2000); участник Великой Отечественной войны, Герой Советского Союза (1945)[301].
- Петрович, Ацо (55) — югославский баскетболист и сербский баскетбольный тренер, главный тренер клубов УНИКС и «Локомотив-Ростов»; боковой амиотрофический склероз[302][303].
- Сверстюк, Евгений Александрович (85) — украинский литератор, диссидент советского времени, главный редактор газеты «Наша вера», президент Украинского ПЕН-клуба[304].